# Aphycoides cypris
Aphycoides cypris är en stekelart som först beskrevs av Walker 1838.  Aphycoides cypris ingår i släktet Aphycoides och familjen sköldlussteklar. Inga underarter finns listade i Catalogue of Life.